# Bavarian Dance Days

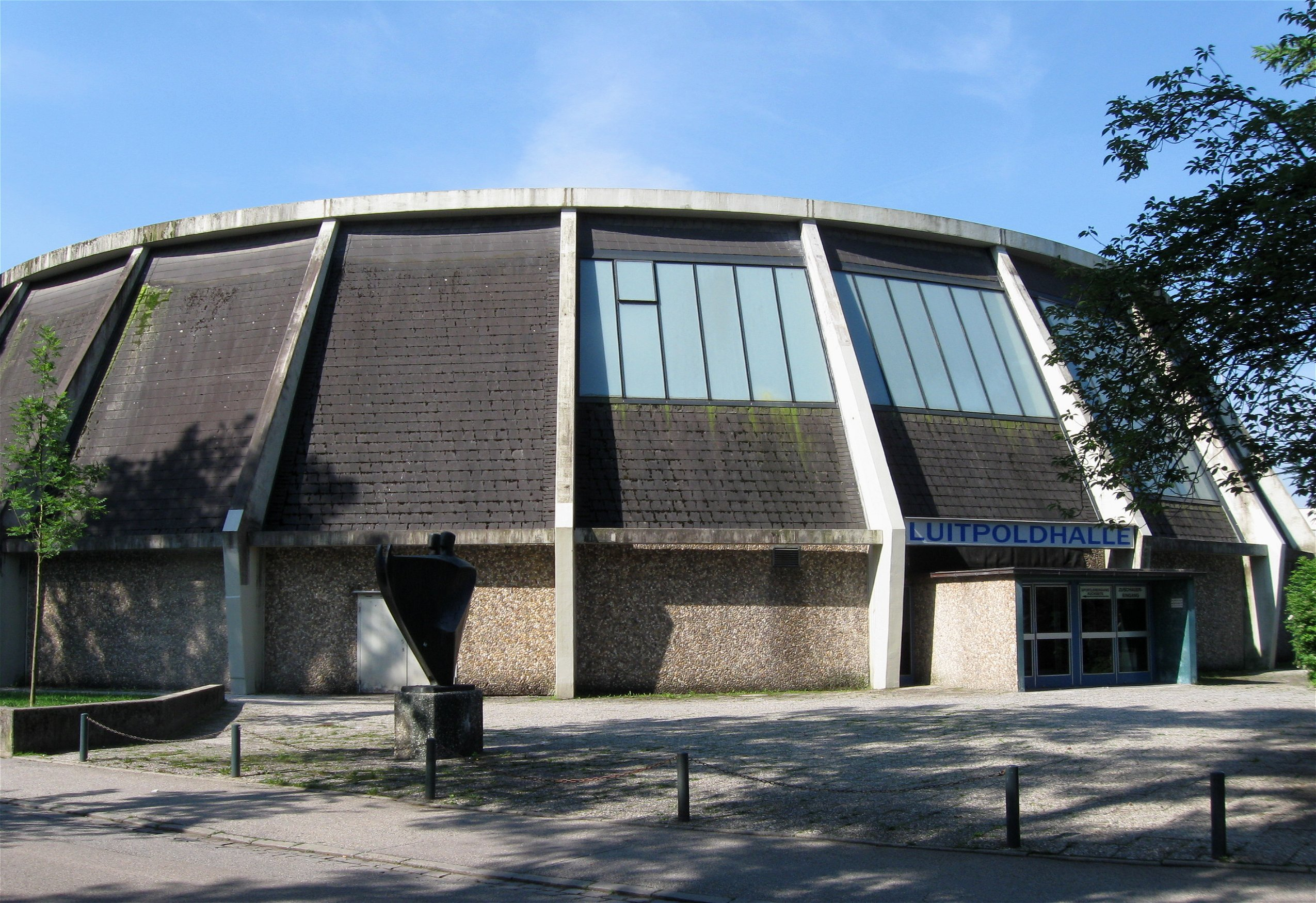
Die Luitpoldhalle in Rosenheim

Bavarian Dance Days (BDD) ist ein großes Tanzsport-Turnier, das seit 1998 jährlich in Bayern stattfindet.

## Geschichte
Das Turnier findet seit 1998 jährlich statt, mit Ausnahme der Jahre 2020 und 2021, als das Turnier wegen der COVID-19-Pandemie ausfallen musste.
Die BDD fanden ursprünglich hauptsächlich in der Fagana-Halle (bzw. Mehrzweckhalle) in Feldmoching (München) statt, nur 2002 ausnahmsweise in der Rudi-Sedlmayer-Halle im Münchner Stadtteil Sendling-Westpark.
Das Turnier wurde anfangs von einer Ausrichtergemeinschaft (Bavarian Open Championships GbR bzw. BOC GbR) durchgeführt, der ursprünglich folgende Tanzsportvereine angehörten: Blau-Gold Casino München, Schwarz-Gold Germering, Münchner Tanzsport Club (MTSC), TSC Savoy München, TTC München und TSC Alemana Puchheim. Die Liste der Vereine veränderte sich mit der Zeit. So war etwa Stand 2001 der Verein Schwarz-Gold Germering durch TSC Weiß-Blau 70 Waldkraiburg ersetzt worden. Stand 2009 waren nur noch die drei Vereine TSC Savoy München, TTC München und TSC Alemana Puchheim Gesellschafter der GbR.
Wegen ungünstigen Raum- und Rahmenbedingungen wurde die Veranstaltung ab 2010 vom TSG Bayreuth in der Oberfrankenhalle in Bayreuth ausgerichtet.
Neuer Veranstalter des Turniers ist ebenfalls seit 2010 nicht mehr die BOC GbR sondern der Landestanzsportverband Bayern (LTVB).
Seit 2017 wird das Turnier vom Club des Rosenheimer Tanzsports (CRT) in der Luitpoldhalle in Rosenheim ausgerichtet.

## Turnier
Das Turnier findet üblicherweise im Juli an zwei Tagen (Samstag und Sonntag) in der Luitpoldhalle in Rosenheim statt. Getanzt wird insgesamt für jeweils 9–11 Stunden pro Tag. Es handelt sich um ein Dreiflächenturnier, d. h. es werden drei Turniere gleichzeitig getanzt und von Wertungsrichtern gewertet. Seit 2022 wird die Luitpoldhalle als Flüchtlingsunterkunft verwendet und das Turnier findet stattdessen in der kleineren Turnhalle „Am Nörreut“ der Johann-Rieder-Realschule Rosenheim statt. Daher werden die BDD derzeit lediglich als Zweiflächenturnier ausgetragen.
Die BDD werden als überregionale Tanzsportveranstaltung von Tanzpaaren aus ganz Deutschland, sowie auch aus dem Ausland (z. B. Österreich, Schweiz, Tschechien und Slowakei), besucht.
Jedes Jahr treten hunderte Tanzpaare verschiedener Altersklassen (von Kindern bis Senioren/Masters) und Leistungsklassen auf dem Turnier gegeneinander an. So verzeichneten die BDD z. B. im Jahr 2015 mehr als 640 Tanzpaare (1280 Tänzer und Tänzerinnen).
Die BDD werden als eines der zwei größten Tanzsport-Turniere Bayerns bezeichnet, teilweise sogar als das größte.

## Startklassen
Folgende Startklassen werden auf dem Turnier (Stand 2024) angeboten, jeweils in Latein und Standard:
- Kinder (D/C)
- Junioren I (D/C/B)
- Junioren II (D/C/B)
- Jugend (D/C/B/A)
- Hauptgruppe (D/C/B/A)
- Hauptgruppe II (D/C/B/A)
- Masters I (D/C/B/A)
- Masters II (D/C/B/A)
- Masters III (D/C/B/A)
- Masters IV (D/C/B/A)